# 伊波大志
伊波 大志（いは たいし）は沖縄唯一の闘牛実況アナウンサー。うるま市の伝統文化であり、無形文化財にも指定された闘牛をPRするため、2013年春にローカルヒーロー闘牛戦士ワイドーを発案。ワイドーの生みの親として、テレビドラマ闘牛戦士ワイドーの監修を担当している。
現在は、沖縄県内のイベントMC、リングアナウンサー、ラジオパーソナリティ、CMナレーション、琉球ゴールデンキングスホームゲームでは、B.LEAGUEの実況アナウンサーとして活躍している。